# ویتوریو کونجا
ویتوریو کونجا (ایتالیایی: Vittorio Congia؛ ‏ ۴ نوامبر ۱۹۳۰ – ۲۶ نوامبر ۲۰۱۹) بازیگر و صداپیشه اهل ایتالیا بود.
از فیلم‌هایی که وی در آن نقش داشته‌است، می‌توان به بن و چارلی، ریتا پشه، سربازان و سرجوخه‌ها، گربه نه‌دم، مسالینا، این دنیای دیوانهٔ دیوانهٔ ترانه، عشاق لاتین، اسب عریان و کمک بهیار اشاره کرد.